# Сан Кристобал де лас Касас
Сан Кристобал де лас Касас (шп. San Cristóbal de las Casas) град је у Мексику у савезној држави Чијапас у општини Сан Кристобал де лас Касас. Насеље се налази на надморској висини од 2119 м.

## Становништво
Према подацима из 2010. године у насељу је живело 158027 становника.

### Хронологија
| Година       | 2000                   | 2005                   | 2010                   |
| ------------ | ---------------------- | ---------------------- | ---------------------- |
| Становништво | 112442 (53938 / 58504) | 142364 (68476 / 73888) | 158027 (75439 / 82588) |

### Попис
| \| \| м \| \| \| ж \| \| 0—2 \| 4.892 \| \| \| 4.792 \| \| 3—5 \| 5.130 \| \| \| 4.906 \| \| 6—11 \| 10.009 \| \| \| 9.728 \| \| 12—14 \| 4.890 \| \| \| 4.648 \| \| 15—17 \| 4.931 \| \| \| 5.093 \| \| 18—24 \| 10.868 \| \| \| 12.446 \| \| 60+ \| 3.580 \| \| \| 4.605 \| \| Просек : \| 26,6 \| \| \| 28,0 \| |        |  |  |        |
| |        |  |  |        |
| | м      |  |  | ж      |
| 0—2 | 4.892  |  |  | 4.792  |
| 3—5 | 5.130  |  |  | 4.906  |
| 6—11 | 10.009 |  |  | 9.728  |
| 12—14 | 4.890  |  |  | 4.648  |
| 15—17 | 4.931  |  |  | 5.093  |
| 18—24 | 10.868 |  |  | 12.446 |
| 60+ | 3.580  |  |  | 4.605  |
| Просек : | 26,6   |  |  | 28,0   |

| #   | Индикатор                                                                                        | Вредност |
| --- | ------------------------------------------------------------------------------------------------ | -------- |
| 1   | Становништво од 0 до 2 године                                                                    | 9684     |
| 2   | Мушко становништво од 0 до 2 године                                                              | 4892     |
| 3   | Женско становништво од 0 до 2 године                                                             | 4792     |
| 4   | Становништво са 3 и више година                                                                  | 144750   |
| 5   | Мушко становништво са 3 и више година                                                            | 68748    |
| 6   | Женско становништво са 3 и више година                                                           | 76002    |
| 7   | Становништво са 5 и више година                                                                  | 137986   |
| 8   | Мушко становништво са 5 и више година                                                            | 65301    |
| 9   | Женско становништво са 5 и више година                                                           | 72685    |
| 10  | Становништво са 12 и више година                                                                 | 114977   |
| 11  | Мушко становништво са 12 и више година                                                           | 53609    |
| 12  | Женско становништво са 12 и више година                                                          | 61368    |
| 13  | Становништво са 15 и више година                                                                 | 105439   |
| 14  | Мушко становништво са 15 и више година                                                           | 48719    |
| 15  | Женско становништво са 15 и више година                                                          | 56720    |
| 16  | Становништво са 18 и више година                                                                 | 95415    |
| 17  | Мушко становништво са 18 и више година                                                           | 43788    |
| 18  | Женско становништво са 18 и више година                                                          | 51627    |
| 19  | Становништво од 3 до 5 година                                                                    | 10036    |
| 20  | Мушко становништво од 3 до 5 година                                                              | 5130     |
| 21  | Женско становништво од 3 до 5 година                                                             | 4906     |
| 22  | Становништво од 6 до 11 година                                                                   | 19737    |
| 23  | Мушко становништво од 6 до 11 година                                                             | 10009    |
| 24  | Женско становништво од 6 до 11 година                                                            | 9728     |
| 25  | Становништво од 8 до 14 година                                                                   | 22474    |
| 26  | Мушко становништво од 8 до 14 година                                                             | 11511    |
| 27  | Женско становништво од 8 до 14 година                                                            | 10963    |
| 28  | Становништво од 12 до 14 година                                                                  | 9538     |
| 29  | Мушко становништво од 12 до 14 година                                                            | 4890     |
| 30  | Женско становништво од 12 до 14 година                                                           | 4648     |
| 31  | Становништво од 15 до 17 година                                                                  | 10024    |
| 32  | Мушко становништво од 15 до 17 година                                                            | 4931     |
| 33  | Женско становништво од 15 до 17 година                                                           | 5093     |
| 34  | Становништво од 18 до 24 године                                                                  | 23314    |
| 35  | Мушко становништво од 18 до 24 године                                                            | 10868    |
| 36  | Женско становништво од 18 до 24 године                                                           | 12446    |
| 37  | Женско становништво од 15 до 49 година                                                           | 46934    |
| 38  | Становништво са 60 и више година                                                                 | 8185     |
| 39  | Мушко становништво са 60 и више година                                                           | 3580     |
| 40  | Женско становништво са 60 и више година                                                          | 4605     |
| 41  | Однос између мушкараца и жена                                                                    | 91.34    |
| 42  | Становништво од нуле до 14 година                                                                | 48995    |
| 43  | Становништво од 15 до 64 године                                                                  | 100235   |
| 44  | Становништво од 65 година и више                                                                 | 5204     |
| 45  | Просечан број деце                                                                               | 1.99     |
| 46  | Становништво рођено у ентитету                                                                   | 147942   |
| 47  | Мушко становништво рођено у ентитету                                                             | 70498    |
| 48  | Женско становништво рођено у ентитету                                                            | 77444    |
| 49  | Становништво рођено у другом ентитету                                                            | 5464     |
| 50  | Мушко становништво рођено у другом ентитету                                                      | 2688     |
| 51  | Женско становништво рођено у другом ентитету                                                     | 2776     |
| 52  | Становништво од 5 година и више резидентно у ентитету у јуну 2005. године                        | 135047   |
| 53  | Мушко становништво старосног доба од 5 година и више, резидентно у ентитету у јуну 2005. године  | 63786    |
| 54  | Женско становништво старосног доба од 5 и више година, резидентно у ентитету у јуну 2005. године | 71261    |
| 55  | Становништво од 5 година и више које је живело у другом ентитету у јуну 2005. године             | 1861     |
| 56  | Мушко становништво старије од 5 година које је живело у другом ентитету у јуну 2005. године      | 957      |
| 57  | Женско становништво старије од 5 година које је живело у другом ентитету у јуну 2005. године     | 904      |
| 58  | Становништво од 3 године и више које говори аутохтони језик                                      | 43124    |
| 59  | Мушко становништво старо 3 године и више које говори аутохтони језик                             | 20384    |
| 60  | Женско становништво старо 3 године и више које говори аутохтони језик                            | 22740    |
| 61  | Становништво од 3 године и више које говори аутохтони језик и не говори шпански језик            | 3511     |
| 62  | Мушко становништво старо 3 године и више које говори аутохтони језик и не говори шпански         | 1153     |
| 63  | Женско становништво старо 3 године и више које говори аутохтони језик и не говори шпански језик  | 2358     |
| 64  | Становништво старо 3 године и више које говори аутохтони језик и шпански                         | 38431    |
| 65  | Мушко становништво старо 3 године и више које говори аутохтони језик и шпански                   | 18684    |
| 66  | Женско становништво старо 3 године и више које говори аутохтони језик и шпански                  | 19747    |
| 67  | Становништво од 5 година и више које говори аутохтони језик                                      | 41917    |
| 68  | Становништво од 5 година и више које говори аутохтони језик и не говори шпански језик            | 3080     |
| 69  | Становништво од 5 година и више које говори аутохтони језик и говори шпански језик               | 37691    |
| 70  | Становништво у домородачким домаћинствима                                                        | 69467    |
| 71  | Становништво са ограничењима у активностима                                                      | 3931     |
| 72  | Становништво са ограниченим ходањем или кретањем, горе или доле                                  | 1788     |
| 73  | Становници са ограничењима вида, чак и уз кориштење сочива                                       | 1449     |
| 74  | Становништво са ограничењима говора, комуникације или конверзације                               | 357      |
| 75  | Становништво са ограниченим слухом                                                               | 352      |
| 76  | Становништво са ограничењима при одевању, купању или јелу                                        | 181      |
| 77  | Становништво са ограничењима у опажању или учењу једноставних ствари                             | 170      |
| 78  | Становништво са менталним ограничењима                                                           | 335      |
| 79  | Становништво без ограничења активности                                                           | 149527   |
| 80  | Становништво од 3 до 5 година које не похађа школу                                               | 3810     |
| 81  | Мушко становништво од 3 до 5 година које не похађа школу                                         | 1941     |
| 82  | Женско становништво од 3 до 5 година које не похађа школу                                        | 1869     |
| 83  | Становништво од 6 до 11 година које не похађа школу                                              | 1224     |
| 84  | Мушко становништво од 6 до 11 година које не похађа школу                                        | 606      |
| 85  | Женско становништво од 6 до 11 година које не похађа школу                                       | 618      |
| 86  | Становништво од 12 до 14 година које не похађа школу                                             | 1086     |
| 87  | Мушко становништво од 12 до 14 година које не похађа школу                                       | 506      |
| 88  | Женско становништво од 12 до 14 година које не похађа школу                                      | 580      |
| 89  | Становништво од 15 до 17 година похађа школу                                                     | 6994     |
| 90  | Мушко становништво од 15 до 17 година похађа школу                                               | 3481     |
| 91  | Женско становништво између 15 и 17 година живота у школи                                         | 3513     |
| 92  | Становништво од 18 до 24 године похађа школу                                                     | 7804     |
| 93  | Мушко становништво од 18 до 24 године похађа школу                                               | 3922     |
| 94  | Женско становништво од 18 до 24 године похађа школу                                              | 3882     |
| 95  | Становништво од 8 до 14 година које не може да чита и пише                                       | 1751     |
| 96  | Мушко становништво старосног доба од 8 до 14 година које не може да чита и пише                  | 864      |
| 97  | Женско становништво старосног доби од 8 до 14 година које не може да чита и пише                 | 887      |
| 98  | Становништво од 15 година и више које је неписмено                                               | 10868    |
| 99  | Мушко становништво од 15 година и више које је неписмено                                         | 3225     |
| 100 | Женско становништво од 15 година и више које је неписмено                                        | 7643     |
| 101 | Становништво старо 15 и више година без школовања                                                | 11011    |
| 102 | Мушко становништво старо 15 и више година без школовања                                          | 3486     |
| 103 | Женско становништво старо 15 и више година без школовања                                         | 7525     |
| 104 | Становништво старосног доба 15 и више година са непотпуним основним образовањем                  | 11839    |
| 105 | Мушко становништво старосног доба од 15 година и више са непотпуном основним образовањем         | 5022     |
| 106 | Женско становништво старосног доба 15 и више година са непотпуном основним образовањем           | 6817     |
| 107 | Становништво старо 15 и више година са комплетним основним образовањем                           | 16664    |
| 108 | Мушко становништво старо 15 година и више са комплетним основним образовањем                     | 7283     |
| 109 | Женско становништво старо 15 и више година са комплетним основним образовањем                    | 9381     |
| 110 | Становништво старосног доба 15 и више година са непотпуним средњим образовањем                   | 4608     |
| 111 | Мушко становништво старосног доба од 15 година и више са непотпуним средњим образовањем          | 2395     |
| 112 | Женско становништво старосног доба од 15 година и више са непотпуним средњим образовањем         | 2213     |
| 113 | Становништво старо 15 и више година са пуним секундарном образовањем                             | 17059    |
| 114 | Мушко становништво старосног доба од 15 година и више са пуним секундарном образовањем           | 8141     |
| 115 | Женско становништво старосног доба од 15 година и више са пуним секундарном образовањем          | 8918     |
| 116 | Становништво старије од 18 година са постосновним образовањем                                    | 40614    |
| 117 | Мушко становништво старије од 18 година са постосновним образовањем                              | 20633    |
| 118 | Женско становништво старије од 18 година са постосновним образовањем                             | 19981    |
| 119 | Просечна оцена школовања                                                                         | 8.9      |
| 120 | Просечан ниво образовања мушке популације                                                        | 9.51     |
| 121 | Просечан ниво образовања женског становништва                                                    | 8.38     |
| 122 | Економски активно становништво                                                                   | 65024    |
| 123 | Економски активна мушка популација                                                               | 39861    |
| 124 | Економски активна женска популација                                                              | 25163    |
| 125 | Становништво које није економски активно                                                         | 49439    |
| 126 | Мушко становништво које није економски активно                                                   | 13463    |
| 127 | Женско становништво које није економски активно                                                  | 35976    |
| 128 | Запослено становништво                                                                           | 63356    |
| 129 | Запослено мушко становништво                                                                     | 38722    |
| 130 | Запослено женско становништво                                                                    | 24634    |
| 131 | Незапослена популација                                                                           | 1668     |
| 132 | Незапослена мушка популација                                                                     | 1139     |
| 133 | Незапослена женска популација                                                                    | 529      |
| 134 | Становништво без права на здравствене услуге                                                     | 68029    |
| 135 | Становништво које има право на здравствене услуге                                                | 86132    |
| 136 | Становништво које има право на ИМСС                                                              | 16874    |
| 137 | Становништво које има право на социјално осигурање                                               | 18663    |
| 138 | Становништво које има право на државно социјално осигурање                                       | 2782     |
| 139 | Становништво које има право на опште осигурање или здравствено осигурање за нову генерацију      | 45517    |
| 140 | Становништво које је било једном или није било у браку током 12 година и више                    | 42728    |
| 141 | Венчано или уједињено становништво од 12 година и више                                           | 60751    |
| 142 | Становништво које је било у браку или уједињено 12 година и више                                 | 11315    |
| 143 | Становништво са католичком религијом                                                             | 105234   |
| 144 | Протестанти, еванђелисти и библијски следбеници различити од еванђелиста                         | 37913    |
| 145 | Становништво са другим религијама различитим од претходних                                       | 211      |
| 146 | Становништво без религије                                                                        | 9641     |
| 147 | Укупно пописаних домаћинства                                                                     | 35560    |
| 148 | Пописна домаћинства на челу са мушкарцима                                                        | 26302    |
| 149 | Пописна домаћинства на челу са женама                                                            | 9258     |
| 150 | Становништво у пописним домаћинствима                                                            | 154057   |
| 151 | Становништво у пописним домаћинствима на челу са мушкарцима                                      | 118961   |
| 152 | Становништво у пописним домаћинствима на челу са женама                                          | 35096    |
| 153 | Укупно домаћинстава                                                                              | 43891    |
| 154 | Укупно насељених домаћинстава                                                                    | 36767    |
| 155 | Укупно приватних кућа                                                                            | 42684    |
| 156 | Насељени приватни домови                                                                         | 35560    |
| 157 | Укупно насељених приватних кућа                                                                  | 36739    |
| 158 | Ненасељене приватне куће                                                                         | 4142     |
| 159 | Појединачна домаћинства за привремену употребу                                                   | 2982     |
| 160 | Становници у насељеним приватним кућама                                                          | 154057   |
| 161 | Насељеност станара у приватним становима                                                         | 4.33     |
| 162 | Просечно становника по соби у приватним насељеним домаћинствима                                  | 1.13     |
| 163 | Појединачна домаћинства са подовима од различитих материјала од земље                            | 31737    |
| 164 | Појединачна домаћинства у приземљу                                                               | 3606     |
| 165 | Појединачна домаћинства са једном спаваћом собом                                                 | 11696    |
| 166 | Појединачна домаћинства са две спаваће собе и више                                               | 23764    |
| 167 | Појединачна домаћинства са једним собом                                                          | 4123     |
| 168 | Појединачна домаћинства са две собе                                                              | 5263     |
| 169 | Појединачна домаћинства са 3 собе и више                                                         | 26018    |
| 170 | Појединачна домаћинства која имају електрично светло                                             | 35208    |
| 171 | Појединачна домаћинства која немају електрично светло                                            | 230      |
| 172 | Појединачна домаћинства која имају водоводну воду у стамбеном простору                           | 33628    |
| 173 | Појединачна домаћинства која немају водоводну воду у стамбеном простору                          | 1774     |
| 174 | Појединачна домаћинства која имају тоалет                                                        | 35002    |
| 175 | Појединачна домаћинства која имају канализацију                                                  | 34651    |
| 176 | Појединачна домаћинства која немају канализацију                                                 | 743      |
| 177 | Појединачна домаћинства која имају електрично светло, довод воде из јавне мреже и канализацију   | 33037    |
| 178 | Појединачна домаћинства без икаквих услова                                                       | 925      |
| 179 | Појединачна домаћинства која имају радио                                                         | 29972    |
| 180 | Појединачна домаћинства која имају телевизор                                                     | 32533    |
| 181 | Појединачна домаћинства која имају фрижидер                                                      | 20824    |
| 182 | Појединачна домаћинства која имају машину за веш                                                 | 15513    |
| 183 | Појединачна домаћинства која имају аутомобил или комби                                           | 11222    |
| 184 | Појединачна домаћинства која имају рачунар                                                       | 9843     |
| 185 | Појединачна домаћинства која имају фиксну телефонску линију                                      | 8991     |
| 186 | Појединачна домаћинства која имају мобилни телефон                                               | 27226    |
| 187 | Појединачна домаћинства која имају приступ интернету                                             | 5400     |
| 188 | Величина локације                                                                                | 11       |